# Trgovište (Kraljevo)
Trgovište (Servisch cyrillisch Трговиште) is een plaats in de Servische gemeente Kraljevo. De plaats telt 39 inwoners (2002).